# 潘科的领导人

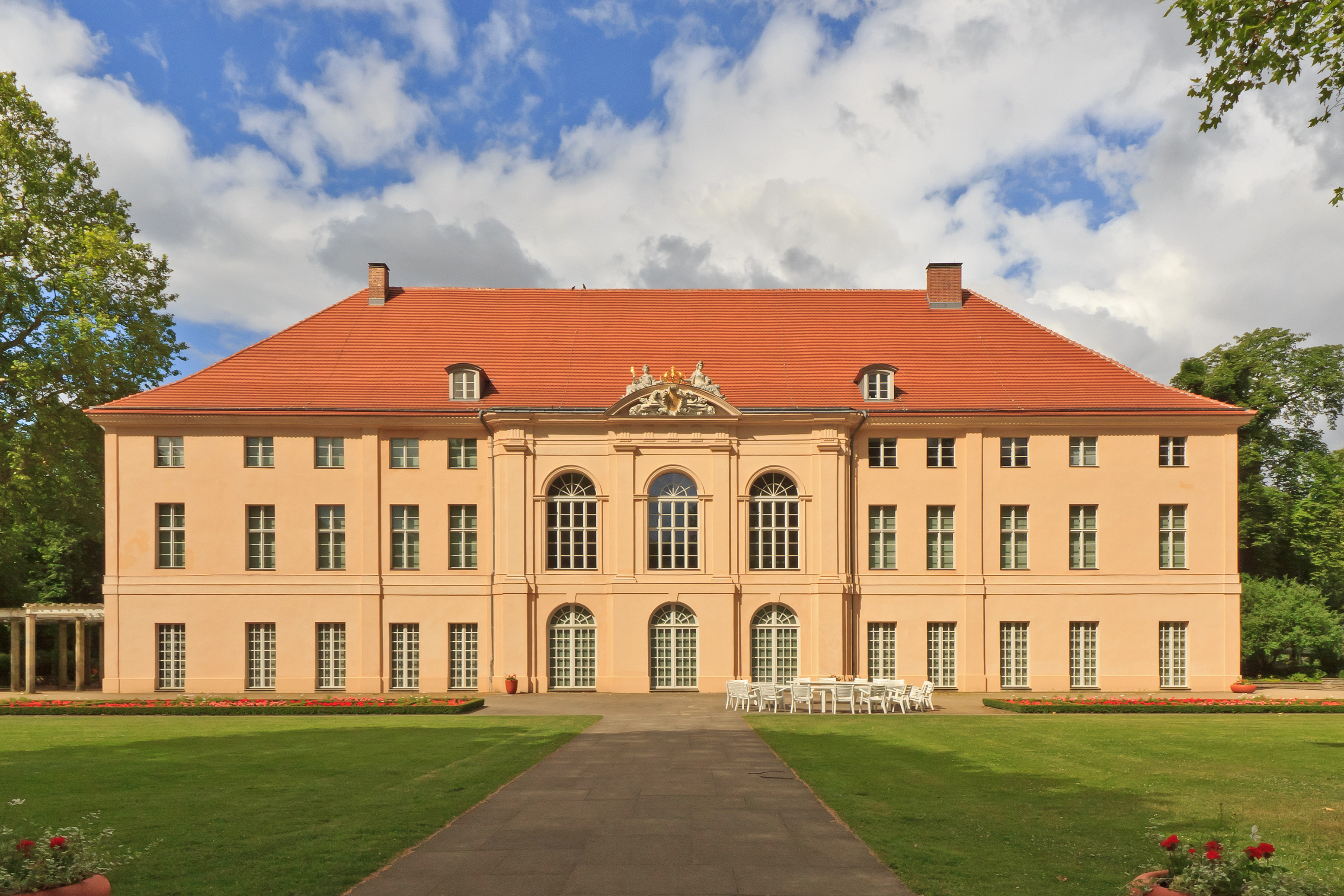
潘科的申豪森宫

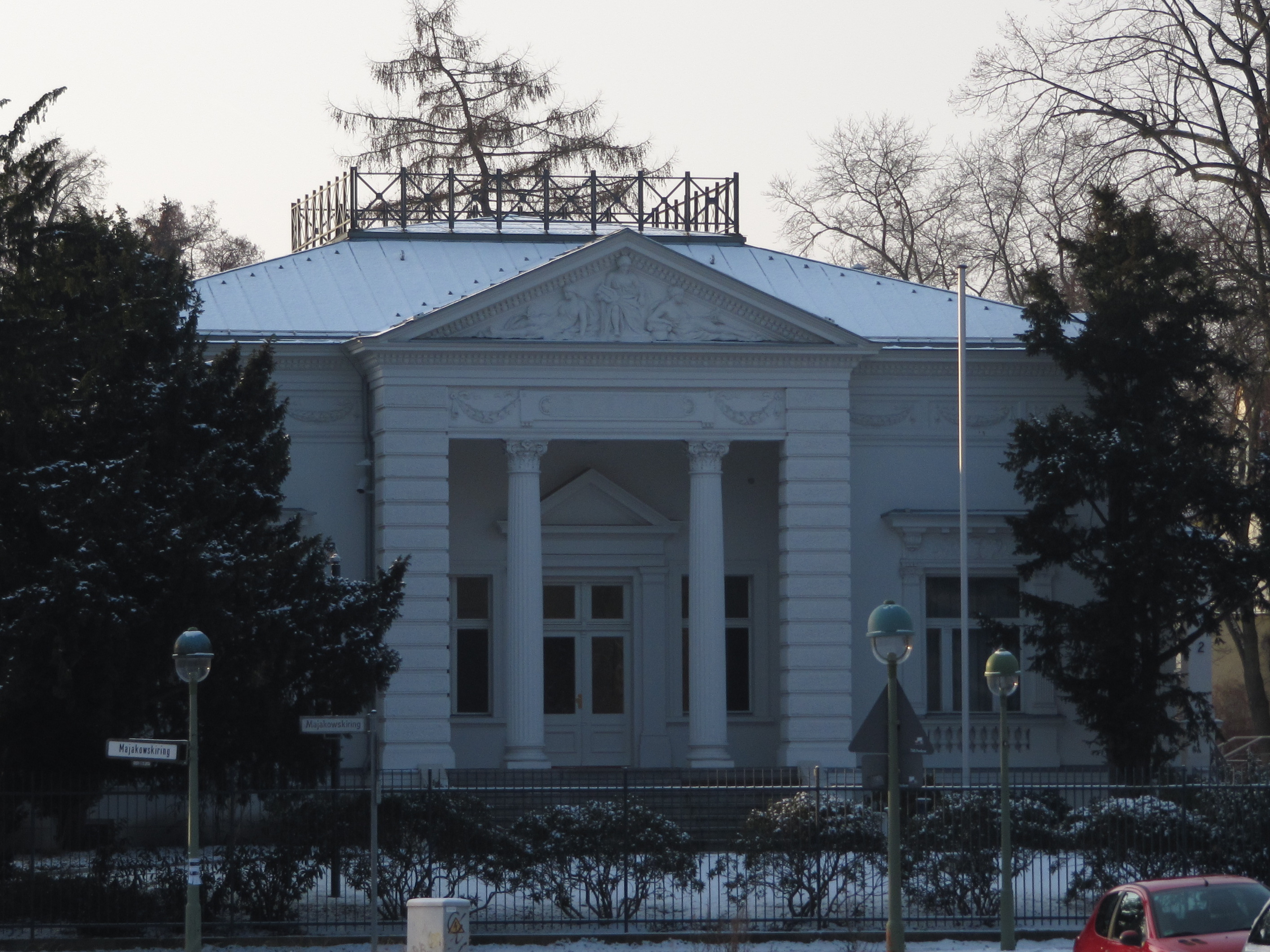
马雅可夫斯基环路2号

潘科的领导人（德語：Pankower Machthaber）是一个德语词汇，指代的是居住在东柏林潘科区的东德领导层，多由西德媒体在1950年代使用。

## 历史
潘科的下申豪森区曾是战前德国的政治中心之一，二战结束后國防軍无条件投降，苏联红军占领了申豪森宫及附近的街区，将原居民驱离，并将其设为禁区。苏联红军的军官和乌布利希等自莫斯科流亡的德国共产党高级官员移居至此。1949年后，美丽堡更成为了东德首任总统威廉·皮克的官邸。
东德领导人多居住在马雅可夫斯基环路上，亦有约翰尼斯·贝歇尔、汉斯·法拉达和阿诺尔德·茨威格等东德作家在此居住。该地被严格把守，仅有特殊人群可以通过入口进入。另外成立了专门机构负责该地居民的生活和安全保卫工作。
- 马雅可夫斯基环路2号：东德政府国宾馆
- 马雅可夫斯基环路12号：洛特·乌布利希（德语：Lotte Ulbricht）在1973年瓦爾特·烏布利希去世后的居住地
- 马雅可夫斯基环路28/30号：露特·乌布利希和瓦爾特·烏布利希
- 马雅可夫斯基环路29号：威廉·皮克，后期成为了东柏林市的国宾馆
- 马雅可夫斯基环路34号：约翰内斯·贝歇尔（德语：Johannes R. Becher）
- 马雅可夫斯基环路46/48号：奥托·格罗提渥
- 马雅可夫斯基环路47号：波兰大使馆，现为波兰科学院驻柏林历史研究中心
- 马雅可夫斯基环路50号：海因里希·劳（德语：Heinrich Rau）
- 马雅可夫斯基环路58号：埃里希·昂纳克

弗里德里希·艾伯特亦居住在马雅可夫斯基环路。
西德媒体在1950年代常以潘科指代东德领导层，意在表现出东德领导人和普通东德居民间的差异，并以官邸的重兵把守反映领导人和居民间的矛盾。
1956年匈牙利事件发生后，东德领导层担心东德发生类似的事件，故决定迁居到居民较少的地方。1961年，东德领导人全部迁居到在万德利茨建立的森林官邸，此地以围墙环绕，路口设置有检查站。
1973年，瓦爾特·烏布利希去世后，露特·乌布利希希望搬回潘科居住，然而她未能回到原居住地，而被安置在马雅可夫斯基环路12号。
1980年代，在潘科曾举行针对军备竞赛的示威活动。该地亦是1989年-1990年东德巨变期间的重要会场。
西德歌手林悟道曾于1983年创作《前往潘科的特别列车》，讽刺昂纳克及东德政权禁止其入境参加演唱会。

## 纪念
当代历史研究中心、潘科文化教育办公室和潘科博物馆协会在美丽堡举办有潘科历史的展览，展出圓桌會議和最终解决德国问题条约相关的内容。

## 相應機構
- 克里姆林宮
- 中南海
- 朝鮮領導人官邸、朝鮮勞動黨中央委員會大樓
- 河內主席府
- 蒙古政府宮
- 布拉格城堡
- 拉爾戈、弗拉納宮、博雅納官邸區
- 華沙美景宮
- 封锁区